# Arianna Fidanza
Pour les articles homonymes, voir Fidanza.
Arianna Fidanza, née le 6 janvier 1995 à Bergame, est une coureuse cycliste italienne.

## Biographie
C'est la fille de l'ancien coureur professionnel italien Giovanni Fidanza et la sœur de Martina Fidanza.
En 2012, elle gagne la course aux points aux championnats d'Europe juniors après avoir pris un tour d'avance sur le peloton.
En 2013, elle réalise une très bonne année juniors. Elle remporte en effet le titre mondial juniors en course aux points, le titre européen en poursuite par équipes, le titre national du contre-la-montre et de l'omnium.
Elle signe avec BikeExchange pour les saisons 2021 et 2022.

## Palmarès sur route
- 2011
  - 3e du championnat d'Italie sur route cadettes
- 2013
  -  Championne d'Italie du contre-la-montre juniors
  - 2e du championnat d'Italie sur route juniors
- 2016
  - 1re étape du Tour de l'île de Zhoushan
  - 2e de la Vuelta Femenil Internacional
  - 3e du GP Liberazione
- 2017
  - 3e du Grand Prix Cham-Hagendorn
- 2018
  - 2e du Grand Prix Cham-Hagendorn
  - 3e du Trophée Antonietto Rancilio
- 2019
  - Tour du Gévaudan Occitanie : 
    - Classement général
    - 1re et 2e étapes

  - Tour de Taiyuan
  - 2e du Tour de l'île de Zhoushan I
- 2020
  - 6e du Grand Prix de Plouay
- 2023
  - Women Cycling Pro Costa De Almería

### Résultats sur les grands tours

#### Tour de France
1 participation
- 2023 : 98e

#### Tour d'Italie
2 participations
- 2024 : 82e
- 2025 : 57e

#### Tour d'Espagne
1 participation
- 2025 : non-partante (7e étape)

### Classements mondiaux
| Année                                 | 2014 | 2015 | 2016 | 2017 | 2018 | 2019 | 2020 | 2021 | 2022 | 2023 | 2024 |
| ------------------------------------- | ---- | ---- | ---- | ---- | ---- | ---- | ---- | ---- | ---- | ---- | ---- |
| Classement UCI                        | 232e | 114e | 73e  | 147e | 203e | 145e | 49e  | 192e | 102e | 66e  | 158e |
| UCI World Tour                        |      |      | 75e  | 87e  | nc   | 228e | 43e  | nc   | 71e  | 133e | 234e |
|                                       |      |      |      |      |      |      |      |      |      |      |      |
| Légende : nc = non classéSource : UCI |      |      |      |      |      |      |      |      |      |      |      |

## Palmarès sur piste

### Championnats du monde juniors
- Glasgow 2013
  -  Championne du monde de course aux points juniors

### Championnats d'Europe
- Anadia 2012[4].
  -  Championne d'Europe de course aux points juniors
  -  Médaillée de bronze de la poursuite par équipes juniors (avec Michela Maltese et Ana Maria Covrig)
- Anadia 2013
  -  Championne d'Europe de poursuite par équipes juniors (avec Maria Vittoria Sperotto, Francesca Pattaro et Michela Maltese)

### Championnats nationaux
- 2012
  -  Championne d'Italie de poursuite par équipes juniors[4]
  - 2e de la vitesse par équipes juniors
- 2013 
  -  Championne d'Italie d'omnium juniors[4]
  -  Championne d'Italie de poursuite par équipes juniors[4]
  -  Championne d'Italie du scratch juniors[4]
  - 3e de la vitesse par équipes juniors
- 2014
  - 3e de la poursuite par équipes

### Divers
- 2014
  - 3e de la course aux points des 6 Giorni delle Rose

## Distinctions
- Oscar TuttoBici des juniors : 2013